# Прстен краљице Теодоре
Прстен краљице Теодоре представља ремек-дело српског златарства и потиче из првих деценија XIV века. Припадао је краљици Теодори, првој супрузи краља Стефана Дечанског (1322—1331) и мајци цара Душана (краљ 1331—1346, цар 1346—1355), која је преминула у октобру 1322. године. Сахрањена је у, гробној цркви Стефановог оца краља Милутина (1282—1321), манастиру Бањској, а њен гроб је случајно откривен 1915. године. Том приликом су пронађена два прстена:
- један са представом двоглавог орла, који се данас налази у збирци одељења за средњи век Народног музеја у Београду, где га је 1926. године предао адвокат Благоје Барловац[1]
- други са уметнутом античком гемом, који се данас налази у поседу породице колекционара Љубе Недељковића

Осим по лепоти израде, прстен је значајан и по представи двоглавог орла, што је најстарија потврда тог симбола као грба Немањића, пошто се пре тога појављивао само на фрескама као украс на владарским одеждама.
Сам прстен је изливен у једном комаду и спада у групу ваљкастих прстенова са уздигнутим вратом. На његовом врху је урезан двоглави орао, а око врата прстена је урезан натпис:„Ко га носи помози му Бог“. Карика прстена је богато украшена орнаментима и представама животиња.
2. јануара 2023. Народни музеј Србије је објавио вест да резултати арехолошких и антрополошких налаза тврде да је у гробу за који се мислило да је Теодорин сахрањен мушки члан породице Немањића у то време стар око 40 година. Претпоставља се да је у питању гроб Константина Немањића.